# يوي سكومة
يوي سكومة (باليابانية: 佐久間由衣؛ بالكانا: さくま ゆい) هي عارضة وممثلة يابانية، ولدت في 10 مارس 1995 في كاناغاوا في اليابان.

## وصلات خارجية
- الموقع الرسمي
- يوي سكومة على موقع IMDb (الإنجليزية)
- يوي سكومة على موقع روتن توميتوز (الإنجليزية)
- يوي سكومة على موقع قاعدة بيانات الفيلم (الإنجليزية)